# الشيخ قرناس
قُرناس بن عبد الرحمن المحفوظي العجمي الشهير باسم الشيخ قرناس (ولد في سنة 1190هـ/1776م أو 1192هـ/1778م، توفي في الرس 6 رجب 1262هـ/29 يونيو 1846م).
في سنة 1222هـ/1807م تم تعيينه قاضيًا ومرشدًا وكاتبًا للمبايعات وإمامًا لمسجد قلعة المدينة المنورة في مقر الحامية السعودية، ثم عينه الإمام تركي بن عبد الله قاضيًا على عموم القصيم، ثم اختص بقضاء الرس ومكث فيه ثلاثًا وثلاثين سنة حتى وفاته في سنة 1262هـ/1846م.
برز دوره كقائد عسكري لمقاومة الرس أثناء حصار إبراهيم باشا لها، حيث تولى الشيخ قرناس زمام الأمور بعد إصابة أمير الرس، حتى اضطر إبراهيم باشا إلى الصلح.

## نسبه ومولده
هو قرناس بن عبد الرحمن بن قرناس بن حمد بن علي بن محمد بن علي بن حدجان آل حصنان المحفوظي من قبيلة العجمان. ولد في قرية صبيح بالقصيم في سنة 1190هـ/1776م أو 1192هـ/1778م، ونزح والده إلى الرس ومعه أهله، وحين بلغ الرابعة من عمره توفي والده، فرباه أمير الرس سعد الدهلاوي بتوصية من أبيه، كما وصى به أخته الكبرى وقاما بتنفيذ وصية الأب، وتوفيت والدته بعد أبيه بثمانية شهور فقط. كما حظي برعاية خاله الشيخ عبد العزيز بن رشيد بن زامل «قاضي الرس».

## طلبه للعلم
حفظ القرآن، ثم شرع في طلب العلم على يد علماء القصيم، ومن أبرز مشائخه خاله قاضي الرس عبد العزيز بن رشيد، الذي لازمه حتى وفاته، و«عبد العزيز بن سويلم» قاضي بريدة، كما أخذ العلم عن تلامذة الشيخ «عبد الله بن عضيب». وفي سنة 1216هـ/1801م رحل إلى الدرعية وطلب العلم على مشايخها ومنهم علي وعبد الله ابنا محمد بن عبد الوهاب، وبقي يتردد عليها حتى تعيينه في المدينة المنورة، كما تلقى العلم في المسجد الحرام والمسجد النبوي وحصل على إجازات علمية من علمائها.

### مشايخه
طلب العلم على عدد من العلماء في زمنه: ومن أبرزهم:
- قاضي الرس «عبد العزيز بن رشيد» وهو خاله.
- قرأ على «صالح بن راشد الحربي».
- قرأ على قاضي بريدة «عبد العزيز ابن سويلم».
- علي بن محمد بن عبد الوهاب.
- عبد الله بن محمد بن عبد الوهاب.
- حمد ابن معمر.

## أعماله
في سنة 1222هـ/1807م تم تعيينه قاضيًا ومرشدًا وكاتبًا للمبايعات وإمامًا لمسجد قلعة المدينة المنورة في مقر الحامية السعودية، وبقي هناك حتى خروج الحامية السعودية بعد خمس سنوات 1227هـ/1812م، ولي بعدها قضاء مدينة الخبراء بالقصيم لمدة وجيزة، ثم رجع إلى الرس وتزوج من رقية بنت الأمير سعد الدهلاوي أمير الرس، كما تولى القضاء في الرس لإلحاح من الأمير سعد والأهالي، ولم يلبث أن أصبح قاضيًا لكافة منطقة القصيم في عهد الإمام تركي، وفي عهد الإمام فيصل عاد إلى الرس ليستقر قاضيًا فيها حتى وفاته في سنة 1262هـ/1846م.

## دوره في مقاومة الرس لحملة إبراهيم باشا
كانت الحملة التي أرسلها والي مصر محمد علي باشا بقيادة ابنه إبراهيم باشا للقضاء على الدولة السعودية الأولى نقطة تحول في حياة الشيخ قرناس أتاحت له إظهار قدراته القيادية والعسكرية، إذ عرف لدى الناس من قبل بالجانب العلمي فقهًا وقضاء، فبعد وصول إبراهيم باشا إلى الرس وضربه الحصار عليها في شعبان 1232هـ/يوليو 1817م بدأ أهالي الرس بالمقاومة بقيادة الأمير منصور بن سيف العساف، وبدعم من الحامية السعودية. وبدأوا في المقاومة بالرغم من فارق العدد والعتاد، وقد أصيب الأمير منصور العساف جراء الضربات المدفعية إصابة بليغة أقعدته عن القتال، فنادى رجاله عمن يقوم مقامه، فكان الشيخ قرناس أول من الملبين للنداء، فتولى قيادة المقاومة في وقت استمرت فيه مدافع إبراهيم باشا توجه ضرباتها إلى البلدة، تمكن الشيخ قرناس ومن معه إلحاق ضربات كثيرة بجيش الباشا، وتمكنت الرس من الصمود لما يزيد عن ثلاثة أشهر ونصف، لم يجد إبراهيم باشا إزاء هذه المقاومة حل سوى المفاوضة، فتمت في يوم 12 ذي الحجة 1232هـ/22 أكتوبر 1817م بلقاء جمع من أعيان الرس بقيادة الشيخ قرناس بإبراهيم باشا الذي سمح له بدخول البلدة بحرسه دون جنده، وكان مما تم الاتفاق عليه رفع الحصار عن الرس وعدم دخول جنوده الباشا للرس. وبعد نهاية المفاوضات أم الشيخ قرناس في صلاة الجمعة بحضور إبراهيم باشا. وأقر الشيخ قرناس قاضيًا في البلدة.

## التجاؤه إلى غار جبل أبان
| «ولا إبراهيم باشا صاحب مصر من الترك جميع نجد، وأخذ عبد الله بن سعود ملكهم وعشيرتهم وذريتهم، وقتل عبد الله سلطان محمود سلطانهم عام 1234هـ.» |
| —نقش الشيخ قرناس |

أراد إبراهيم باشا ضمان موقف الرس قبل مغادرتها وذلك رغبة في تأمين ظهر جيشه، ونظرًا لما لمسه من التفاف أهالي الرس حول الشيخ قرناس فقد أقره قاضيًا في البلدة، وفي اليوم التالي للصلح بدأ إبراهيم باشا بالتحرك من الرس لإكمال السيطرة على ما تبقى من بلدان القصيم التي سقطت بيده واحدة تلو الأخرى، ثم واصل طريقه باتجاه هدفه الرئيس الدرعية عاصمة الدولة السعودية الأولى، والتي استولى عليها بعد ستة أشهر من الحصار، وبعد أن أتم إبراهيم باشا سيطرته على نجد، كان يأخذ من كل بلدة أبرز رجالها من أمراء وعلماء وأعيان، وعلى الرغم من أن إبراهيم باشا ترك الشيخ قرناس قاضيًا للرس بعد الصلح، إلا أن الشيخ قرناس أحس بعدم الأمان خوفًا من الوقوع رهينة بيد الباشا، فلجأ إلى غار جبل أبان الأسمر وتحصن به، وعرف الغار بعد ذلك باسمه «غار قرناس». ومكث بالغار حتى علم باجتياز إبراهيم باشا منطقة القصيم وقرر الخروج من مخبئه والعودة إلى الرس.
وخلال الفترة التي مكث بها الشيخ قرناس قام بتدوين (نقشًا على الصخر في جبل أبان) ما وصله من أخبار حول نهاية الدولة السعودية والقبض على الإمام عبد الله بن سعود وإعدامه في العاصمة العثمانية.

## وفاته
توفي في الرس في 6 رجب 1262هـ الموافق فيه 29 يونيو 1846م وله من العمر سبعون عامًا قضاها في التعلم والتعليم والقضاء.

## ذريته
تزوج الشيخ قرناس مرتين الأولى هي رقية بنت سعد الدهلاوي وهي أم محمد وحمد وسليمان وعبد الرحمن وعبد العزيز وخديجة.
والثانية هي مضاوي بنت شقير الجلالي من آل نجيد من بني وهب من عنزة وهي أم صالح وعبد الله ورقية وهيا.
وقد أصبح محمد وصالح قاضيا الرس من بعده.